# Distretto di Renhe
Il distretto di Renhe (仁和区S, Rénhé QūP) è un distretto della Cina, situato nella provincia di Sichuan e amministrato dalla prefettura di Panzhihua.